# エトナ火山

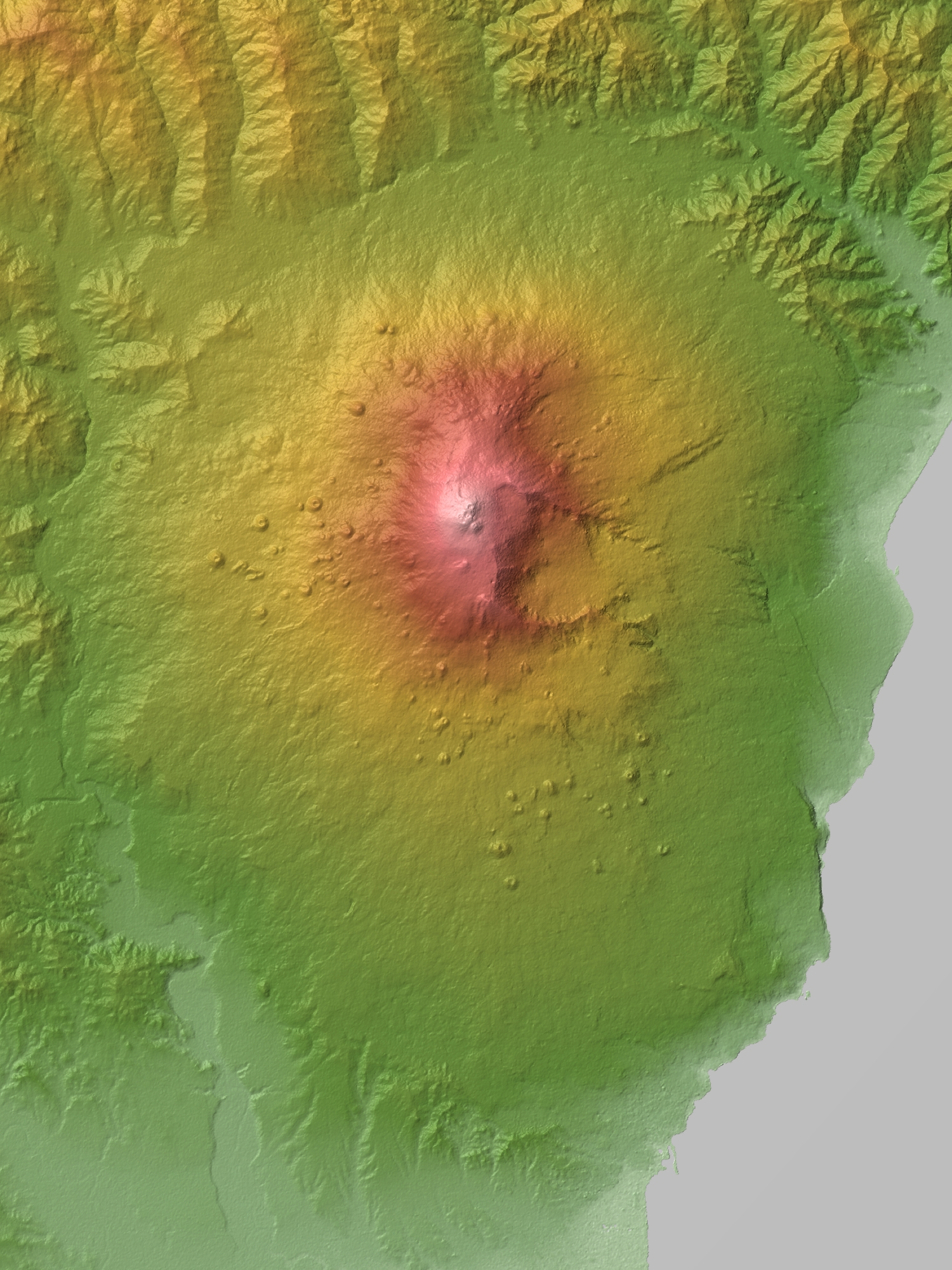
地形図

エトナ火山（エトナかざん、Etna）は、イタリア南部シチリア島の東部にある活火山。旧名をモンジベッロ (Mongibello) という。ヨーロッパ最大の活火山であり、独立した2つのチームがGPSを用いて2018年7月に行なった測定では標高は3,326 mであるが、活発な火山であるため標高の変化が早い。アルプスを除いたイタリアでは最も高い山である。山麓部の直径は140 kmに及び、その面積は約1,190 km2である。イタリアにある3つの活火山の内では飛び抜けて高く、2番目に高いヴェスヴィオ山の3倍近くもある。
エトナ火山は、世界でも活動的な火山の一つであり、頻繁に噴火を起こしている。時には大きな噴火を起こすこともあるが、特別に危険な火山とは見なされておらず、数千人が斜面とふもとに住む。火山麓扇状地に発達する水はけの良い土壌を利用して葡萄園や果樹園が広がる。
神話において、テュポンが封印された場所だとされる。ノアの大洪水を引き起こしたという説がある。

## 火山として
テクトニックな成因についてはいまだに定説はない。エトナ火山の火山噴火活動は、約50万年前の文明が成立する前の大昔から開始されている。活動開始時点では、海底火山であったと考えられている。約30万年前は、現在の山頂より南西の地区において火山活動が活発であったが、17万年前頃より現在の位置に移動した。この時期の活動はストロンボリ式噴火が多い。
東斜面にはヴァッレ・デル・ボーヴェ(Valle del Bove)と呼ばれる大凹地がある。大規模崩壊か陥没かについては、学者間の議論が続いている。

## 過去の大噴火
- 紀元前693年
- 紀元前475年
- 紀元前396年
- 1169年：死者16,000人。
- 1381年
- 1669年3月8日（3月11日 - 7月15日）：死者10,000人。ニコロシ村の全部とカターニア市の半分が壊滅（1693年の大地震で全滅）。18 kmに及ぶ20個の火口列。
- 1852年 - 1853年
- 1928年11月
- 1979年：8月に規模の大きい噴火。小康状態になり、火口周辺への立ち入りが解禁された後の9月12日に再噴火。溶岩や噴石を浴びた観光客ら46人以上が死傷[5]。
- 1986年：噴火高度1,600 m
- 2002年10月27日
- 2005年1月8日
- 2007年9月4日：噴火高度400 m
- 2011年1月12日から
- 2015年12月4日：噴煙高度約7,000 m[6]。
- 2017年3月16日：噴石により取材中のBBC記者ら8人が負傷[7]。
- 2018年12月26日：マグニチュード（M）4.8の地震が発生[8]。
- 2025年6月2日︰

## 伝説
ギリシア神話やローマ神話には、エトナ山に関する様々な伝説がある。風の神アイオロスは、エトナ山の洞窟に風を閉じ込めたと言われる。
ゼウスに敗れた怪物テューポーンはエトナ山に封印され、以来、テューポーンがエトナ山の重圧を逃れようともがくたび、噴火が起こるという。別の説によると、エトナ山にはアテーナーに敗れた巨人エンケラドスが封印されており、山の下から炎を吐き続けているという。
炎と鍛冶の神ヘーパイストスは、エトナ山の下で鍛冶を行い、炎の神アドラノスを山から追い出したという。
哲学者のエンペドクレスは自身が神であることを証明するために紀元前430年頃にエトナ山の火口に身を投げたという。このことはローマ時代にホラティウス（詩論）やディオゲネス・ラエルティオス（ギリシア哲学者列伝）によって記録されている。
『ヒストリア・アウグスタ』によると、ローマ皇帝ハドリアヌスは125年に朝日を見るためにエトナ山に登った。
シチリアのアガタが250年頃に殉教した翌年、エトナ山が爆発して麓の街カターニアを溶岩流が襲ったときに、聖遺物のベールをかざすと溶岩が止まり、街が救われたと伝えられる。

## 世界遺産
エトナ火山は2013年の第37回世界遺産委員会の審議を経て、UNESCOの世界遺産リストに登録された。

### 登録基準
この世界遺産は世界遺産登録基準のうち、以下の条件を満たし、登録された（以下の基準は世界遺産センター公表の登録基準からの翻訳、引用である）。
- (8) 地球の歴史上の主要な段階を示す顕著な見本であるもの。これには生物の記録、地形の発達における重要な地学的進行過程、重要な地形的特性、自然地理的特性などが含まれる。

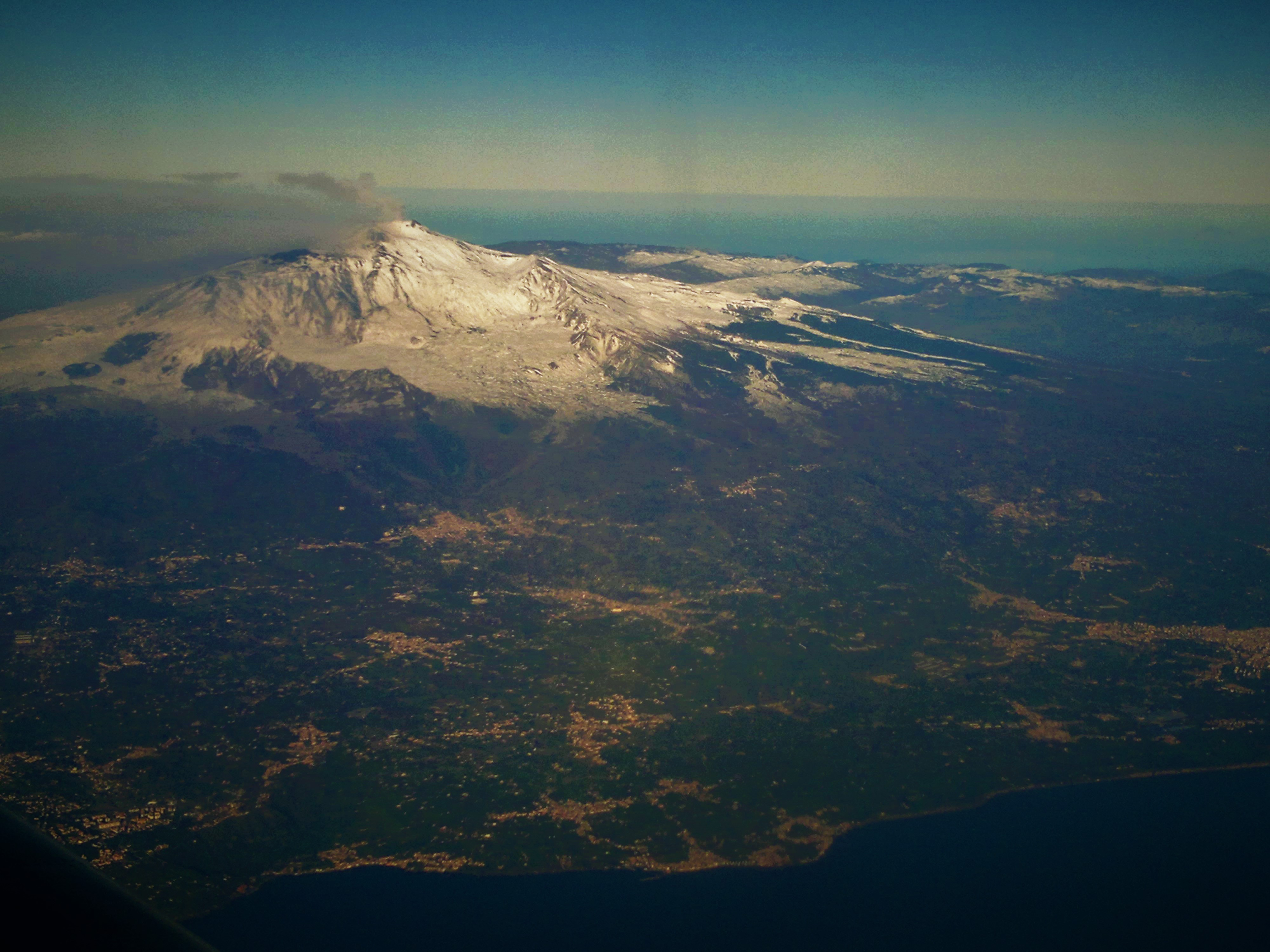
海岸線と
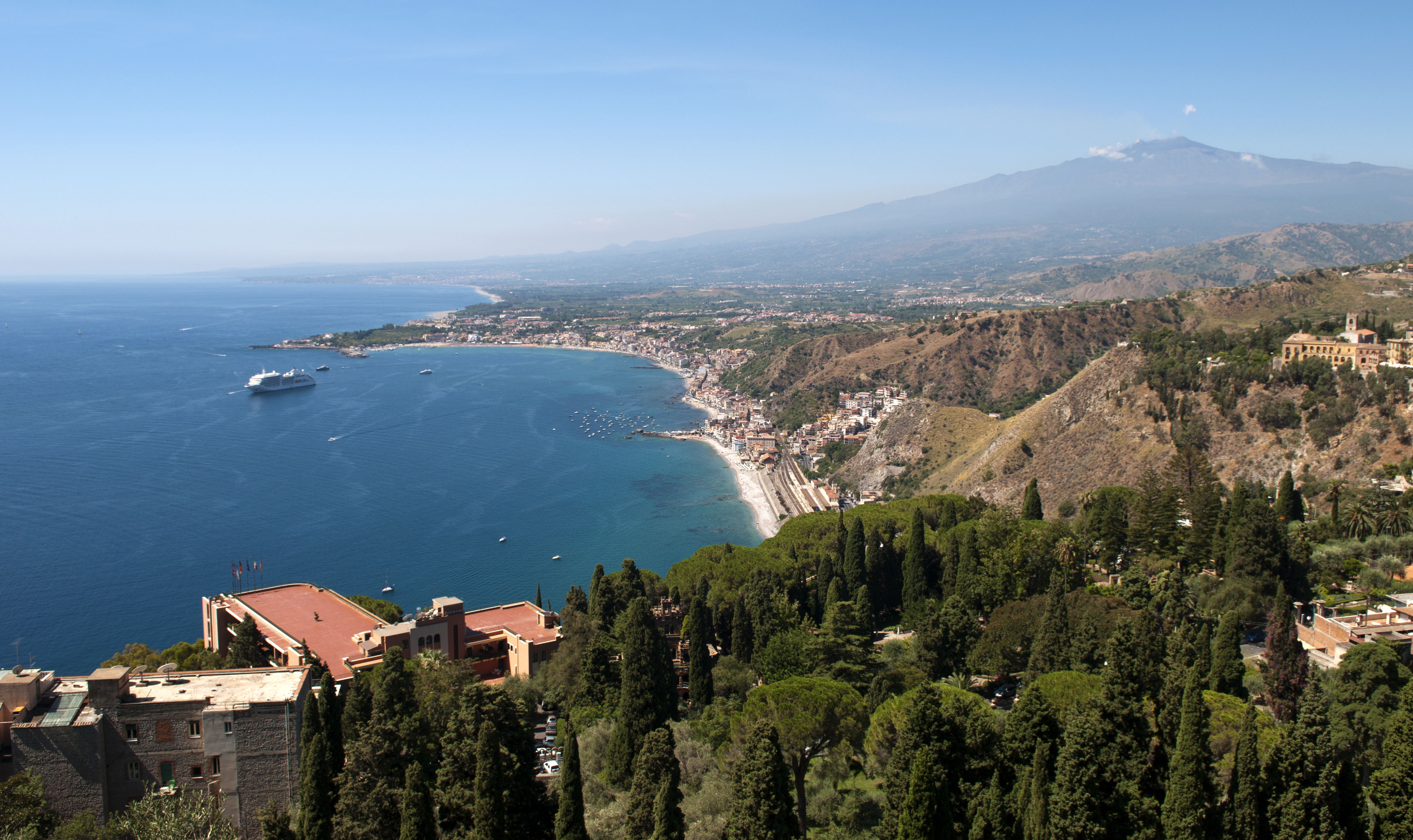
北東のタオルミーナから
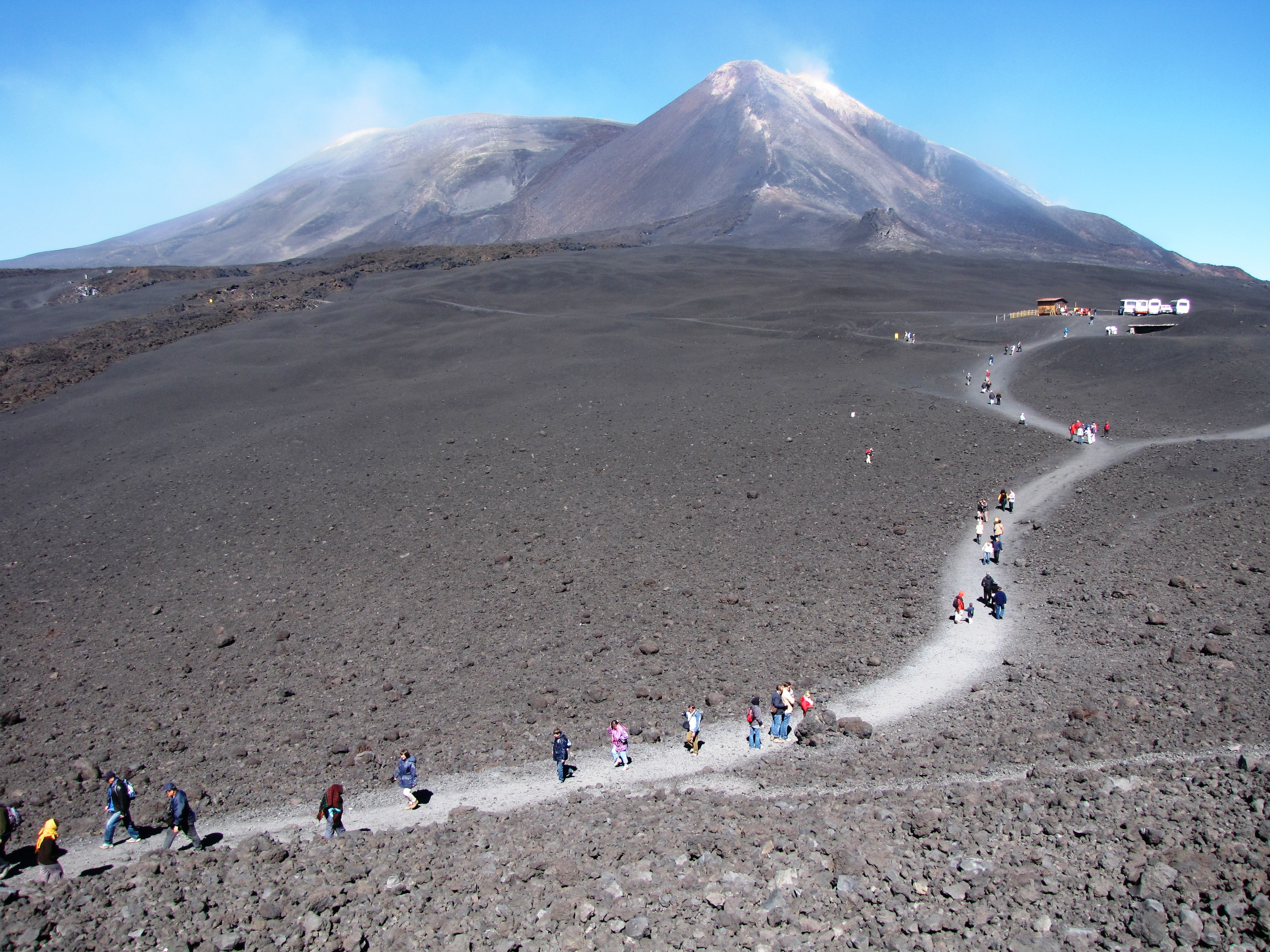
山頂部
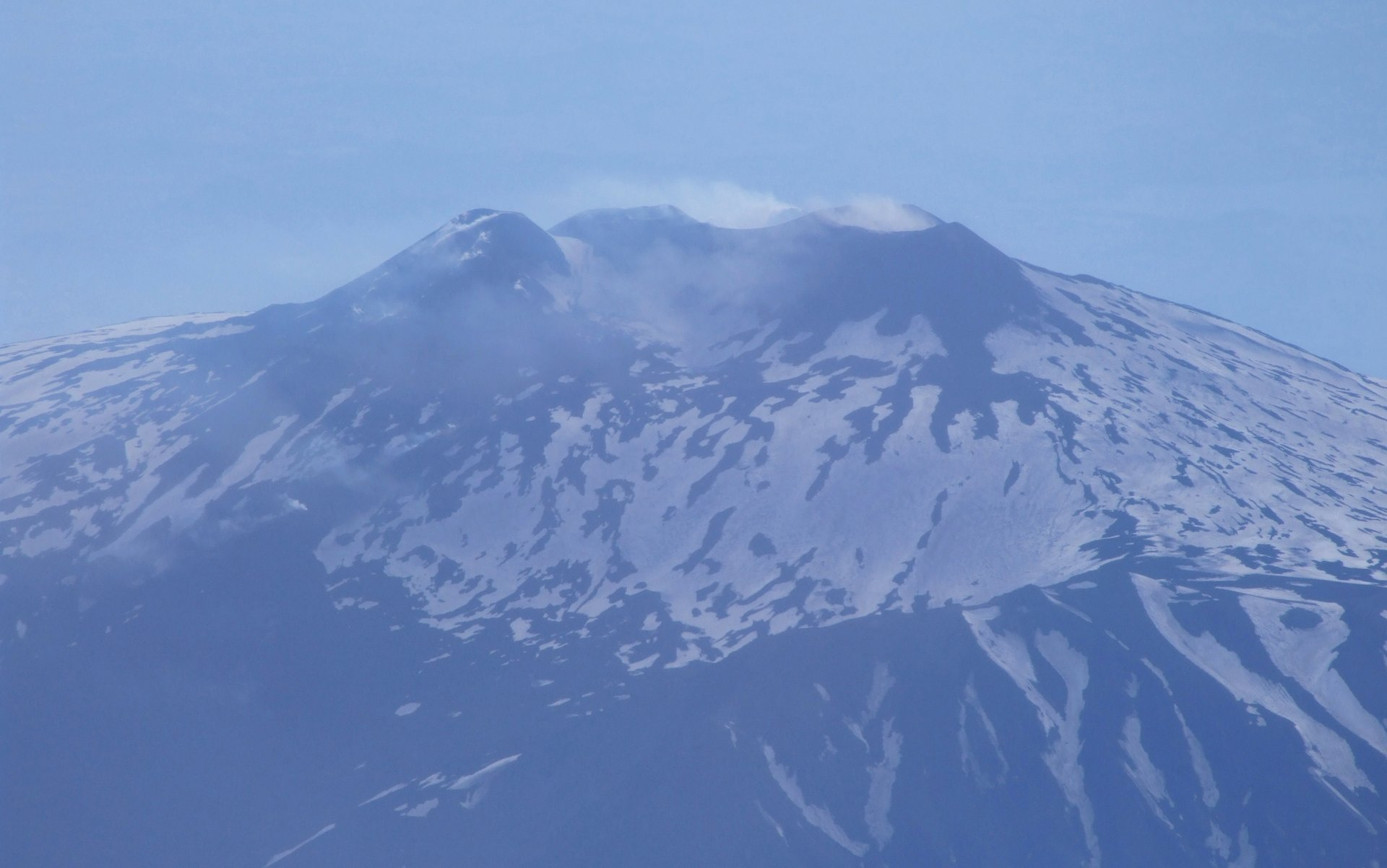
上空より
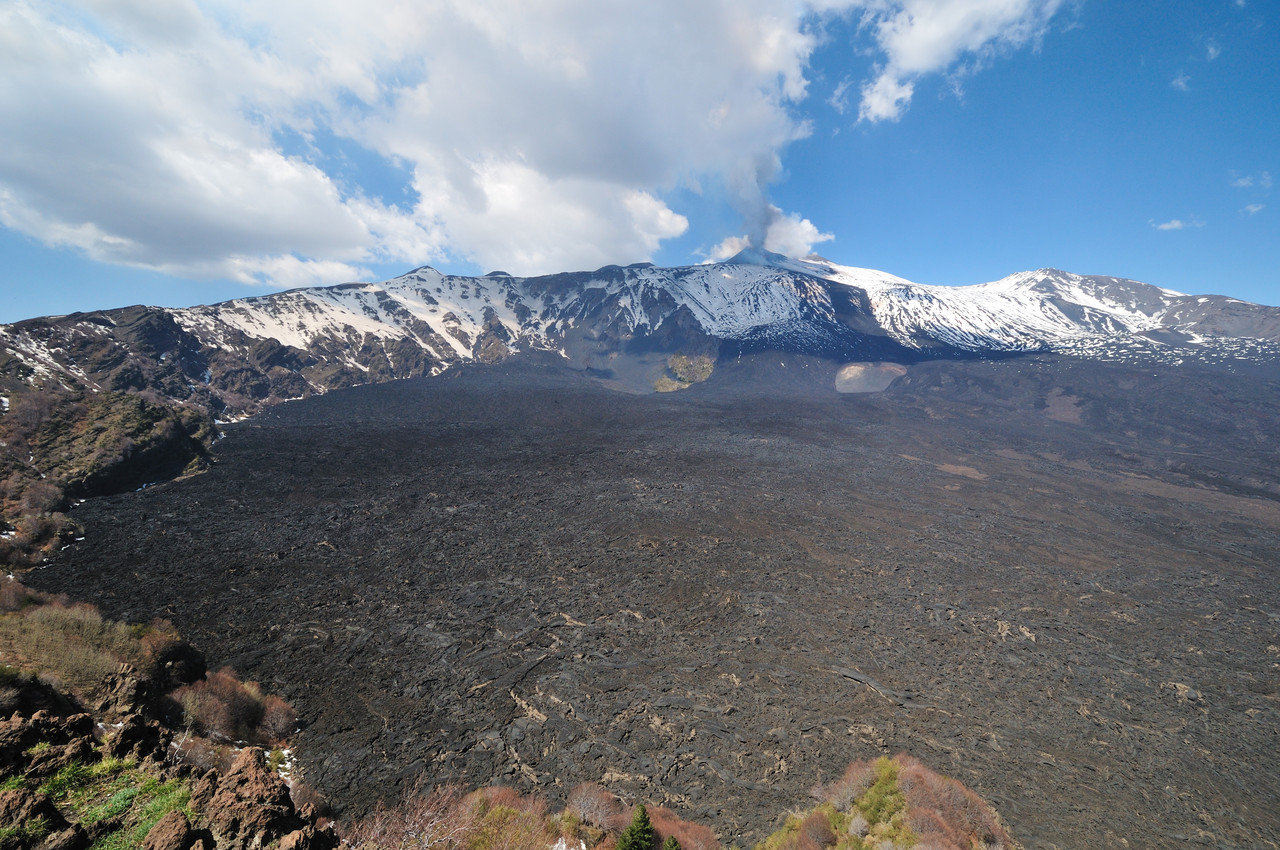
ヴァッレ・デル・ボーヴェ
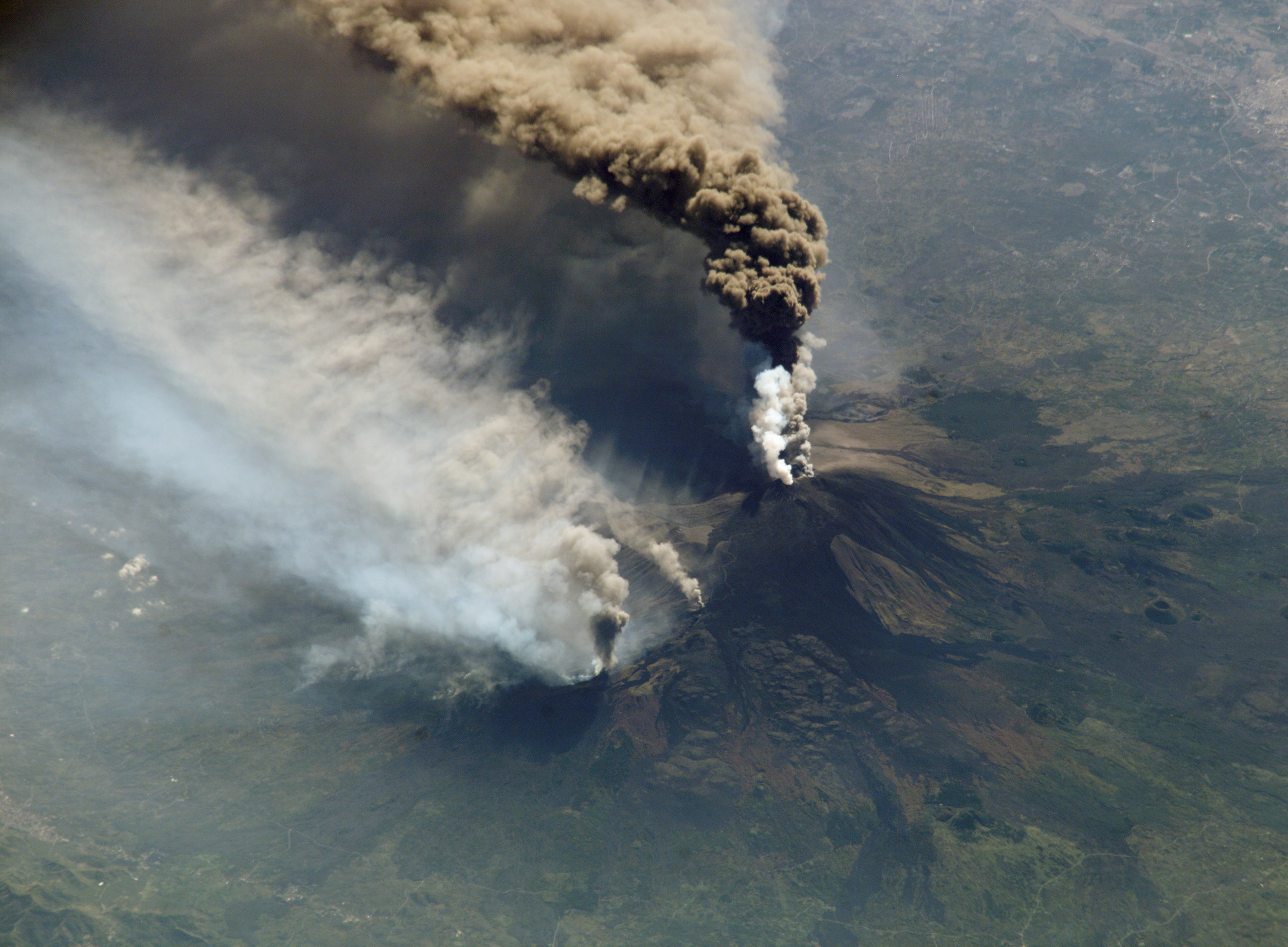
2002年の噴火
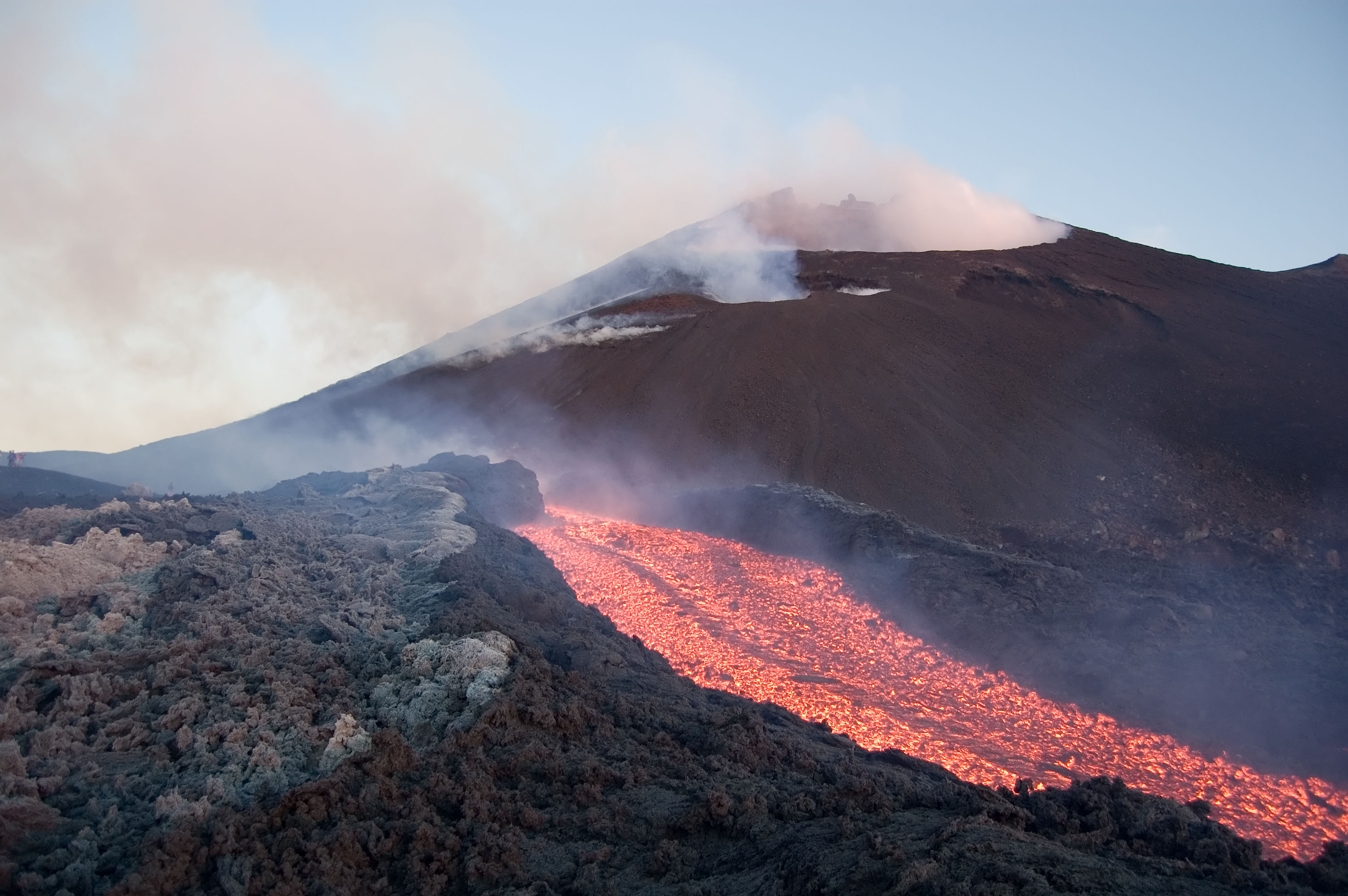
2006年の溶岩流
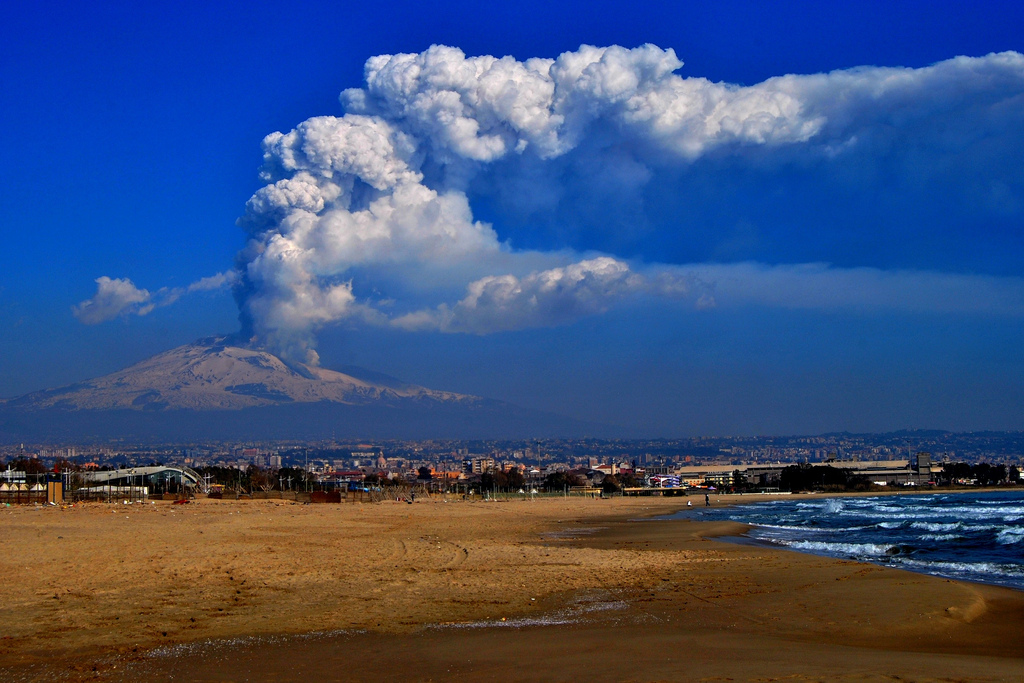
2012年の噴火
- 2013年11月の噴火
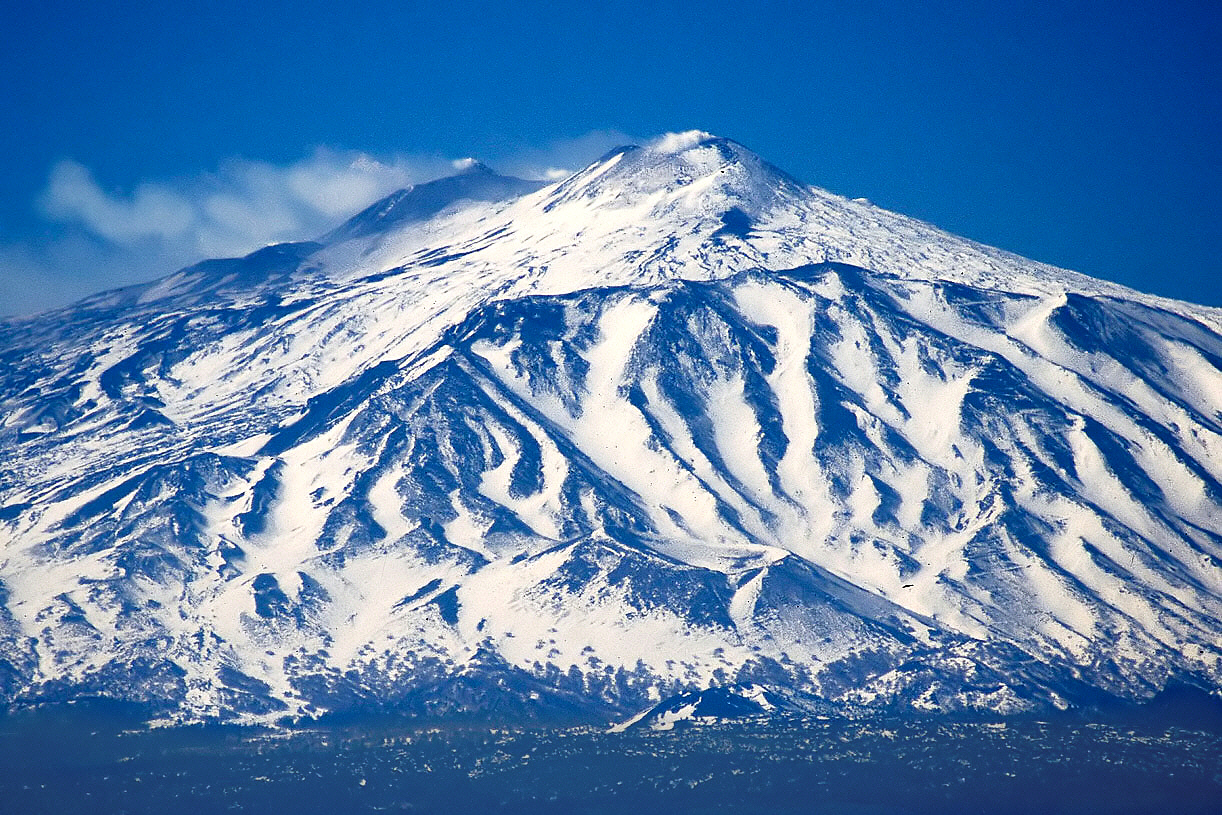
冬季のエトナ

## 自転車レース

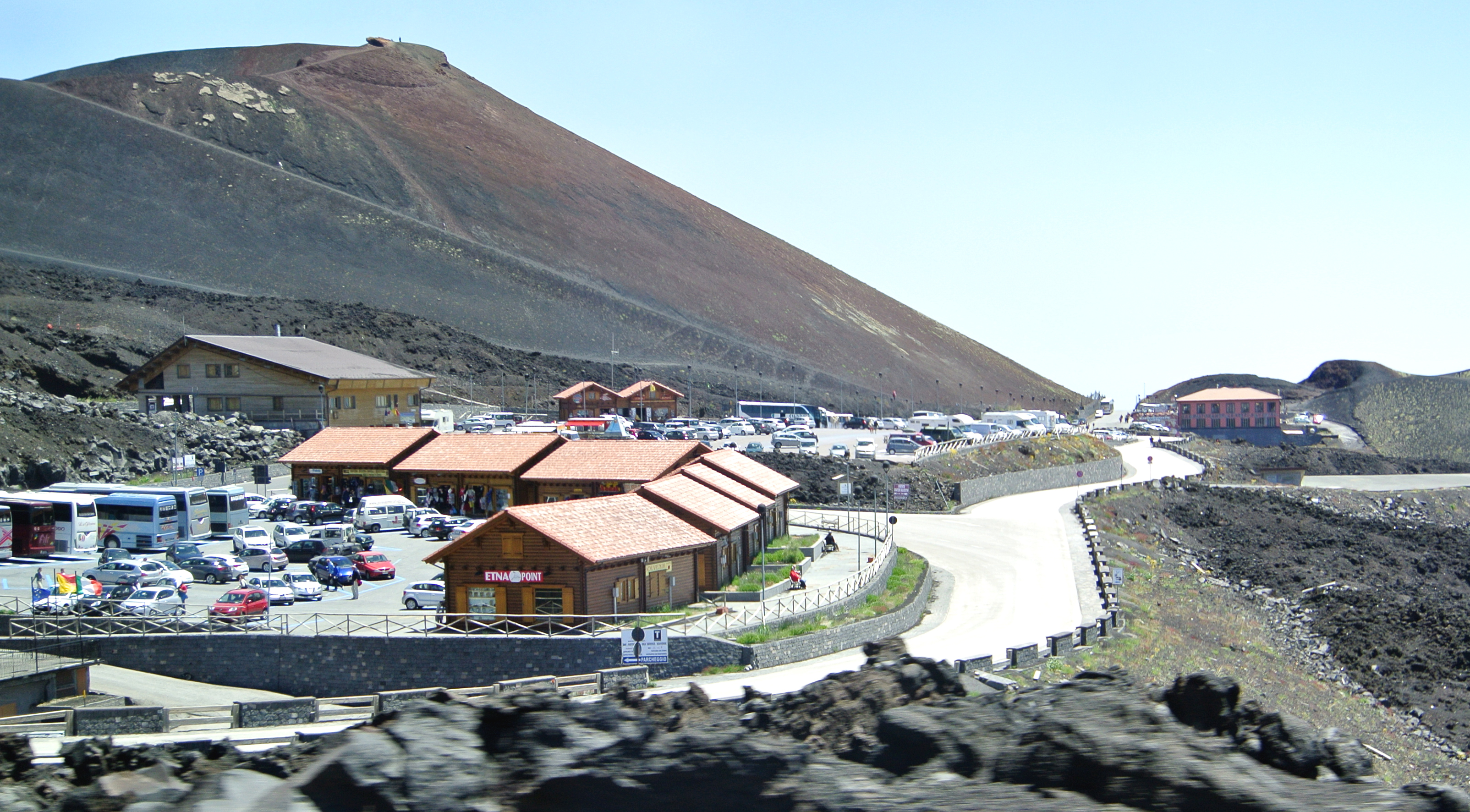
標高1910ｍのSapienza避難所はスキー場でもある

世界最高峰の自転車レース、ジロ・デ・イタリアでは1967年に初めてコースに組み込まれ、以後2018年までで5回ゴール地点として利用されている。
| 年   | 出発点           | 優勝者               |
| ---- | ---------------- | -------------------- |
| 1967 | カターニア       | フランコ・ビトッシ   |
| 1989 | カターニア       | アカシオ・ダ・シルバ |
| 2011 | メッシーナ       |                      |
| 2017 | チェファル       | ヤン・ポランツ       |
| 2018 | カルタニッセッタ | エステバン・チャベス |